# 赤井川カルデラ

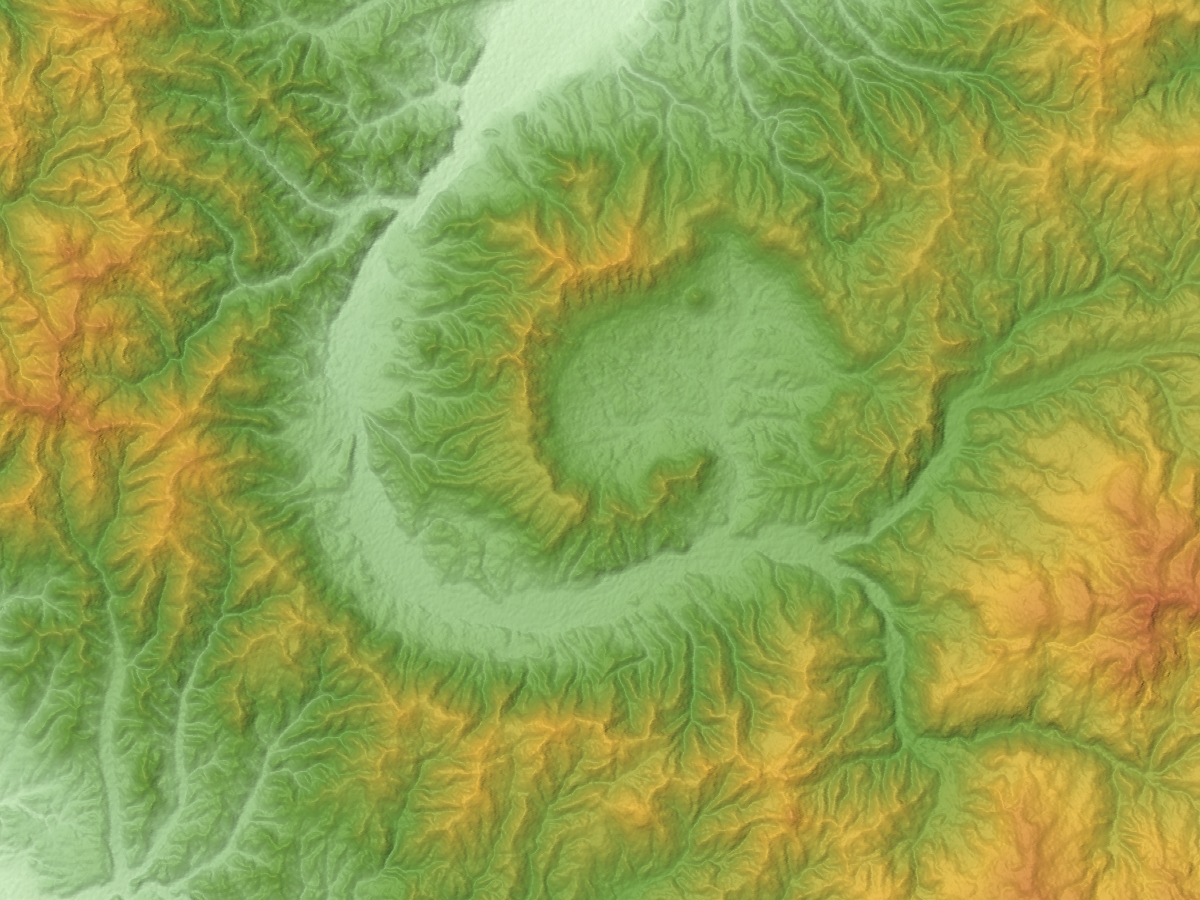
赤井川カルデラの地形図
内側が赤井川カルデラで外側が余市川カルデラ

赤井川カルデラ（あかいがわカルデラ）は、北海道赤井川村、仁木町にまたがる直径およそ直径6-7 kmの楕円形のカルデラである。カルデラ壁の標高は最高で大黒山の725m。カルデラ底はおよそ150m。
地質は安山岩、デイサイト、流紋岩から成る。火山の活動時期は約170万〜130万年前。赤井川カルデラの外側には後期鮮新世に形成された余市川カルデラが存在する。
なお、赤井川村役場はカルデラ内に位置する。